# Antoine de Jussieu
Pour les articles homonymes, voir Jussieu.
Pour les autres membres de la famille, voir Famille de Jussieu.
Antoine de Jussieu né le 6 juillet 1686 à Lyon et mort le 22 avril 1758 à Paris est un botaniste et médecin français. Il a, entre autres, expérimenté l'effet de certaines plantes contre les fièvres.

## Biographie

### Naissance et formation
Antoine, second de seize enfants et frère de Bernard et de Joseph, naît le 8 juillet 1686 à Lyon au 1, rue de l'Enfant qui Pisse et est baptisé le 10 en la paroisse Saint-Pierre Saint-Saturnin. Il est le fils de Laurent de Jussieu, docteur en médecine et maître apothicaire à Lyon, et de Lucie Cousin (qui compose un herbier alors qu'elle est enceinte d'Antoine). Il fait ses premières études au collège des Jésuites de Lyon, où il étudie la théologie et la philosophie et se fait tonsurer à l'âge de 14 ans. Affligé dans son enfance de quelques faiblesses physiques mais tôt passionné par les plantes, il est guéri de ses infirmités par ses longues marches dans la nature à la recherche de spécimens botaniques. Il étend rapidement ses recherches sur les régions voisines du lyonnais, dont la Bresse, le Bugey, le Valromey, le Forez, le Beaujolais et une partie du Dauphiné. Sa collection de plantes devient si vaste déjà, que cherchant un moyen de la classer il s'attache à Goiffon, médecin agrégé au collège de Lyon ; Goiffon profite des courses champêtres de son élève pour se fournir en plantes. Lors de ses courses, Antoine recueille aussi d'autres objets, dont des fossiles.
Il décide d'entreprendre des études à la faculté de médecine de Montpellier, qu'il rejoint à pied pour herboriser en chemin. À Montpellier, il a pour professeurs Pierre Chirac et François Chicoyneau, tous deux successivement premiers médecins du roi, et le botaniste Pierre Magnol. Pendant ses études, il visite très souvent les hôpitaux pour se familiariser avec les différents aspects des maladies ; et il loge chez un médecin qu'il accompagne dans ses visites - souvent à la campagne, et il en profite pour herboriser aussi. 

Sa thèse, qui porte sur la nature et le traitement des plaies, est dédiée à Goiffon - et non à son directeur Chirac, mais avec la permission de ce dernier. Il reçoit le bonnet de docteur le 15 décembre 1707. Pour être admis au collège des médecins de Montpellier, il faut avoir exercé dans une ville proche. Il choisit Trévoux, dans la Dombes (Ain). Mais il n'y reste que peu de temps : il veut rejoindre Tournefort, qui a fait paraître en 1694 son ouvrage majeur : Éléments de botanique ou méthode pour connaître les plantes, présentant une méthode de classification nouvelle destinée à un très grand succès
Antoine part pour Paris en 1708 dans le but de suivre les cours de ce grand botaniste. Mais lorsqu'il arrive à Paris, Tournefort vient d'avoir un accident (le 16 avril), dont il meurt peu après. Désarçonné dans son projet, Antoine part herboriser en Normandie et en Bretagne, principalement sur les côtes maritimes.

### Le Jardin du Roi
À son retour de Normandie et Bretagne, sur la foi de quelques conversations qu'il a eues avec Guy Fagon, premier médecin du roi Louis XIV et surintendant du Jardin royal des plantes médicinales, ce dernier lui donne la place fort sollicitée (mais pas par Antoine qui n'a rien demandé) de professeur de botanique au Jardin du roi, qu'avait tenue Tournefort et que Danty d'Isnard, son remplaçant, vient de quitter. Étant ainsi fixé à Paris, Antoine entre à la faculté de médecine de Paris en 1710. Il a 24 ans. Ses démonstrations sont faites en français (une exception à l'époque) et attirent beaucoup de monde.

### Chercheur botaniste de l'Académie des Sciences
Antoine de Jussieu est admis à l'Académie des sciences en 1711. En 1716, Fagon lui confie une mission en Espagne et au Portugal afin d'y recueillir des plantes. Antoine demande à son frère Bernard de l'accompagner. À son retour, il fait paraître dans les Mémoires de l'Académie des sciences la relation de son voyage. Il crée une classe à part des plantes pour les champignons et les lichens dans un mémoire présenté en 1728 devant l'Académie royale des sciences.
Il est chargé du cours de matière médicale à Faculté de médecine de Paris. Son enseignement fait l'objet d'une publication posthume en 1772, intitulé le Traité des vertus des plantes. Parallèlement à son activité de botaniste, de Jussieu ne cesse d'exercer la médecine. Cette double spécialité lui permet d'expérimenter l'intérêt de nombreuses espèces comme l'écorce de quassia, une Simaroubacée, contre les fièvres.
L'Académie charge Duhamel du Monceau, Louis Lémery et Antoine Jussieu d'expérimenter les propriétés de la racine de senéka (Polygala senega), employée par Tennent avec succès aux États-Unis comme antidote au venin de serpent à sonnette. Antoine étudie les propriétés de la racine de Quassia simaruba ramenée d'Amérique par Pierre Barrère en 1723.
Antoine de Jussieu permet l'introduction du caféier dans les Antilles[Comment ?] en 1720.
Pierre Baux devient son correspondant à l'Académie en 1757.[réf. nécessaire]
Il meurt le 22 avril 1758 à Paris.

## Publications
- [1715] « Histoire du café » (lu le 4 mai 1715), Histoire de l'Académie royale des sciences,‎ 1715, p. 291-299 (lire en ligne [sur gallica]).
- [1728] « De la nécessité d'établir dans la méthode nouvelle des plantes, une classe particulière pour les Fungus, à laquelle doivent se rapporter non seulement les champignons, les agarics, mais encore les lichens ; à l'occasion de quoi on donne la description d'une espèce nouvelle de champignon qui a une vraie odeur d'ail » (mémoire lu le 4 mai 1715), Histoire de l'Académie royale des sciences,‎ 1728, p. 377-383 (lire en ligne [sur gallica]).
- [1728] « De la nécessité des observations à faire sur la nature des champignons, et la description de celui qui peut être nommé Champignon-Lichen » (mémoire), Histoire de l'Académie royale des sciences,‎ 1728, p. 268-272 (lire en ligne [sur gallica]).